# Cornut (historiador)
Cornut (en llatí Cornutus) va ser un historiador romà mencionat per Suides (Κορνοῦτος) que dona notícies d'ell barrejades amb les del filòsof Luci Anneu Cornut.
Es creu que va ser contemporani de Titus Livi, però molt inferior i amb menys mèrit. La seva gran riquesa i el fet de no tenir fills van atreure molta gent al seu voltant.